# Poirot non sbaglia
Poirot non sbaglia è un romanzo giallo scritto da Agatha Christie e pubblicato nel 1940, stampato dalla Arnoldo Mondadori Editore nella collana Il Giallo Mondadori con il numero 117. Questo romanzo è la diciannovesima avventura di Poirot. Il titolo inglese (One, Two, Buckle My Shoe) è tratto da una filastrocca.

## Trama
Anche i grandi uomini hanno qualche paura, non fa eccezione Hercule Poirot. È ciò che capita quando si reca dal suo dentista, il dottor Morley. Un giorno capita però qualcosa di imprevisto, qualche ora dopo essere tornato a casa dalla visita semestrale dal dentista, viene richiamato dalla polizia perché a quanto pare il dottor Morley si è suicidato. Non si capiscono le ragioni però che hanno portato a questo gesto. Quando però nel corso della giornata un paziente del dottor Morley muore per un errore commesso dal dentista tutto sembra trovare la giusta spiegazione. Ma non per Poirot, il quale continuerà le sue investigazioni, dimostrando ancora una volta di avere ragione.

## Personaggi
- Hercule Poirot, celebre investigatore
- Amberiotis, cliente del dottor Morley
- Barnes, pensionato
- Alfred Biggs, inserviente del dottor Morley
- Alistair Blunt, banchiere
- Japp, ispettore di Scotland Yard
- Georgina Morley, sorella del dottor Morley
- Henry Morley, noto dentista
- Gladys Neville, segretaria del dottor Morley
- Frank Carter, fidanzato di Gladys
- Helene Montressor, cugina di Blunt
- Julia Olivera, nipote di Blunt
- Jane Olivera, figlia di Julia
- Dottor Reilly, socio del dottor Morley
- Howard Raikes, giovane americano
- Mabelle Sainsbury Seale, signora trasandata
- Sylvia Chapman, finto nome della 1° moglie di Alistar Blunt

## Edizioni
- Agatha Christie, Poirot non sbaglia, traduzione di Alberto Tedeschi, collana Il Giallo Mondadori, Mondadori, 1998,  p. 153, ISBN 88-04-39762-4.